# Parc de l'Ariana
Le parc de l'Ariana est un jardin public situé à Genève, en Suisse, dans lequel le Musée Ariana est implanté.

## Histoire
En 1864, Gustave Revilliod hérite de son père le domaine familial de Varembé, auquel il ajoute des parcelles adjacentes acquises peu à peu, portant à 36 hectares la surface totale du domaine, qui s'étend alors de la route de Pregny aux rives du Léman. En 1877, il commence la construction d'un musée, pour abriter ses immenses collections de beaux-arts et d'arts décoratifs, qu'il nomme Musée Ariana en souvenir de sa mère. 
À sa mort, en 1890, il laisse par testament à la Ville de Genève et à ses habitants le domaine de Varembé, le Musée Ariana et toutes ses collections, ainsi que les moyens financiers pour entretenir le parc et le musée. Il y met diverses conditions édictées dans son testament - de nos jours visible et exposé au Musée Ariana - parmi lesquelles : la volonté que leur paon bleu puisse s'y promener librement,, que Gustave Revilliod y soit enterré, que le parc conserve l'intégrité de sa superficie et de ses aménagements (reliefs, emplacement des arbres, etc.) et qu'il soit ouvert au public.
En 1901, la Ville de Genève, qui a besoin de transférer son Jardin botanique du parc des Bastions, où il est à l'étroit, dans un lieu plus propice et d'y construire un bâtiment pour abriter l'herbier Delessert (constitué par Jean-Jacques Rousseau), porte son choix sur le domaine de Varembé, malgré les termes du testament Revilliod. En 1902, un accord est passé entre la Ville de Genève et les héritiers de Gustave Revilliod, qui prévoit que le nouveau bâtiment (la Console) sera construit entre le lac et la route de Lausanne et le jardin botanique sera emménagé entre cette route et la voie de chemin de fer, c'est-à-dire dans le domaine de Varembé mais hors du parc de l'Ariana proprement dit.
En 1920, lorsque Genève fut choisie comme siège de la nouvelle Société des Nations (SdN), celle-ci s'installe tout d'abord dans un hôtel du quai Wilson (l'Hôtel national), qui est rebaptisé Palais Wilson. Dans les années qui suivent, ayant reçu un grand terrain au bord du Léman à proximité (anciennes propriétés Moynier et Bartholoni (cette dernière acquise par Hans Wilsdorf et renommée par son épouse "la Perle de Lac"), la SdN lance en 1926 un concours d'architectes pour dessiner un projet afin d'abriter son futur siège, mais ce projet n'aboutit pas. Enfin, en 1929, la Ville de Genève octroie à la SdN (qui est devenue l’ONUG, après la Deuxième Guerre mondiale) un droit de superficie sur environ 250 000 m2 du parc de l'Ariana, soit ses sept-huitièmes, en contradiction avec les volontés formelles de Gustave Revilliod, la ville conservant le musée Ariana et la petite partie du parc autour de celui-ci (28 000 m2),. La SdN cède en contrepartie à la Ville de Genève les parcelles Moynier et la Perle du Lac - anciennement Bartholoni - (66 400 m2), et s'engage à conserver la maison de la famille Revilliod et le mausolée de Gustave Revilliod, et à laisser les jardins accessibles au public. Le palais des Nations, construit entre 1929 et 1937, masque depuis lors la vue du Lac de Genève à partir du musée et de son parc, malgré le testament Revilliod, tandis que le reliquat du parc originel demeure à ce jour ouvert au public. 
En 1933, le Canton de Genève ayant acquis deux parcelles provenant du domaine du Petit-Morillon à l'ouest du musée (puis ayant cédé en 1939 l'une des deux à la Ville de Genève), ces deux parcelles contigües communiquent par deux volées d'escaliers et sont adjointes au parc de l'Ariana, l'agrandissant ainsi à l'ouest jusqu'au nouveau tracé de la route de Pregny baptisée avenue de la Paix.

## Monuments et œuvres d'art
Un certain nombre de monuments et d'œuvres d'art sont placées dans le parc de l'Ariana entourant le musée et accessible au public.
- Une sculpture en bronze de Maurice Sarkissoff (1882-1946) représentant une femme nue a été placée en 1936 dans la niche surplombant le bassin situé au pied du mur avec les deux volées de marches donnant sur le jardin de Vieux-Bois[18].
- Des carpes en fer forgé de Thomas Molina (né en 1979) ont été placées dans ce bassin - qui a été transformé en jardinière en 1985[19].
- Trois grues en bronze ont remplacé en 1980 les grues en fer qui ornaient le grand bassin en face de l'entrée du musée depuis un siècle[20]. On ignore quel artiste en était l'auteur.
- Un buste de Michel-Ange de Luigi Guglielmi (1834-1907), acheté par Gustave Revilliod à l'artiste en 1885, est installé au bord du chemin piéton qui relie l'avenue de la Paix, en face de la villa Les Feuillantines, et le musée[21].
- Le portique abritant la réplique de la grande cloche du temple Honsen-ji de Shinagawa (arrondissement de Tokyo), fondue en 1657 et disparue lors de l'incendie du temple en 1867, que Gustave Revilliod, informé lors d'une séance de la Classe des Beaux-Arts de la Société des Arts de Genève que la fonderie Rüetschi d'Aarau possédait des cloches japonaises, avait achetée en 1873 à celle-ci - sans en connaître l'origine et la sauvant ainsi de la fonte - et installée devant son musée. En 1919, un étudiant japonais reconnut la cloche et en informa l'abbé du temple Honsen-ji. En 1929, les autorités genevoises acceptèrent la demande de restitution de ce bien culturel faite par le gouvernement japonais et la cloche fut rapatriée dans son temple en 1930; en remerciement de cette restitution, le Japon fit don d'une lanterne de granit Zendoji à motif de théière. En 1990, en témoignage de profonde reconnaissance, l'abbé du temple Honsen-ji offrit une réplique exacte de cette cloche à la Ville de Genève, qui l'installa en 1991 sous un portique, à côté de la lanterne de granit Zendoji, au bas à droite du chemin piéton menant de l'avenue de la Paix (face à la villa Les Feuillantines) au musée[22],[23].
- La sculpture Les Ailes de la paix de l'artiste Dina Merhav, en plaques d'acier Corten découpées représentant deux ailes stylisées dressées sur un socle, a été offerte au peuple suisse par d'anciens réfugiés en Suisse pendant la Seconde guerre mondiale; elle a été installée en novembre 1998 dans le parc, en bordure de l'avenue de la Paix et à proximité du buste de Michel-Ange, et fut inaugurée le mois suivant en présence de la présidente de la Confédération suisse, Ruth Dreifuss[24].
- En mémoire des victimes des bombardements d'Hiroshima et de Nagasaki et en hommage au Dr Marcel Junod, un bloc de pierre sur lequel ont été installés un bas-relief de bronze d'Hisashi Akutagawa représentant le buste du Dr Junod (identique à celui qui est depuis 1979 au Parc du Mémorial de la Paix d'Hiroshima), ainsi qu'une plaque de serpentine avec un texte en hommage aux victimes réalisé par l'atelier Cal'AS, a été placé en 2005 sur la gauche de l'esplanade devant l'entrée du musée[25].